# حزب سوسیالیست کنگره (هند)

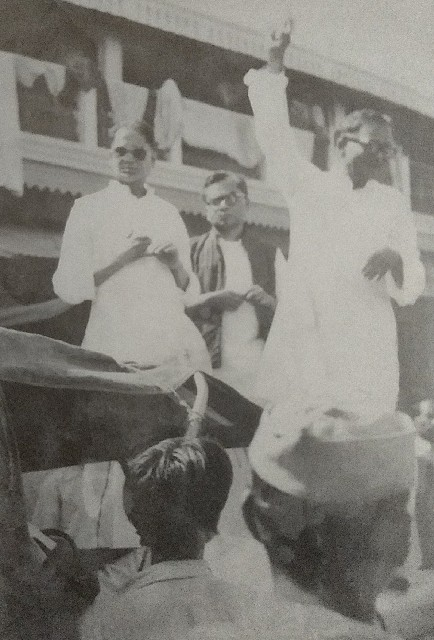
اعضای حزب سوسیالیست کنگره درحال سخنرانی

حزب سوسیالیست کنگره (به هندی: कांग्रेस समाजवादी दल) (به انگلیسی: Congress Socialist Party) (اختصاری CSP) یک مجلس سوسیالیستی در داخل کنگره ملی هند بود که در سال ۱۹۳۴ توسط اعضای کنگره هند تأسیس شد که آنچه را عرفان ضدعقلانی گاندی و همچنین نگرش فرقه‌ای حزب کمونیست هند نسبت به کنگره می دانستند، رد کردند. تحت تأثیر فابیانیسم و همچنین مارکسیسم–لنینیسم، حزب سوسیالیست کنگره هند شامل مدافعان مبارزه مسلحانه یا خرابکاری (مانند یوسف مهرال، جی پراکاش نارایان، و باساون سینگ (سینا) و همچنین کسانی که بر آهیمسا یا مقاومت غیر خشونت آمیز اصرار می ورزند بود.